# Isoctenus coxalis
Isoctenus coxalis är en spindelart som först beskrevs av F. O. Pickard-Cambridge 1902.  Isoctenus coxalis ingår i släktet Isoctenus och familjen Ctenidae. Inga underarter finns listade i Catalogue of Life.